# 158 Dywizja Piechoty „Zara”
158 Dywizja Piechoty „Zara” (wł. 158a Divisione di fanteria „Zara”) – związek taktyczny armii włoskiej podczas II wojny światowej.
W sierpniu 1940 r. została sformowana brygada piechoty, którą w marcu 1942 rozwinięto w 158 Dywizję Piechoty "Zara". Na jej czele stanął gen. mjr Carlo Viale. W skład dywizji weszły 291 i 292 pułki piechoty, 158 pułk artylerii i 320 batalion saperów. Stacjonowały one w Zadarze. Dywizja liczyła 260 oficerów i 4,3 tys. żołnierzy. Podlegała XVIII Korpusowi Armijnemu 2 Armii gen. Mario Roatty. Jej głównym zadaniem była ochrona jugosłowiańskiego nadmorskiego regionu Zara przed partyzantami. Toczyła z nimi liczne walki (najważniejsze pod Jancolovizza i Bencovazzo). Do dywizji dołączono 107 Legion Czarnych Koszul (CCNN). Ponadto włoskie dowództwo sformowało pod dowództwem płk. Eugenio Morry dwa bataliony kolaboracyjnej Ochotniczej Milicji Antykomunistycznej (patrz: MVAC "Zara"). Po wyjściu Włoch z wojny 8 września 1943 r., dywizja bez oporu została rozbrojona przez Niemców i Chorwatów.